# Watashi ga motenai no wa dō kangaetemo omaera ga warui!
Watashi ga motenai no wa dō kangaetemo omaera ga warui! (私がモテないのはどう考えてもお前らが悪い!? lett. "Dite quel che volete, ma è colpa vostra se non sono popolare"), conosciuto anche con l'abbreviazione WataMote (ワタモテ?), è un manga scritto e disegnato da Nico Tanigawa. La sua serializzazione è iniziata sul servizio Gangan Comics Online di Square Enix dal 4 agosto 2011. Un manga spin-off yonkoma ha iniziato la serializzazione su Gangan Joker dal 22 gennaio 2013. Una serie televisiva anime basata sul manga originale è stata prodotta da Silver Link e trasmessa dall'8 luglio al 23 settembre 2013 su TV Tokyo.

## Trama
La storia riguarda la vita di Tomoko Kuroki, una ragazzina adolescente che pensava di diventare popolare una volta entrata alle superiori. Purtroppo per lei, le aspetta un duro risveglio; infatti scoprirà che la realtà è molto differente dai simulatori d'appuntamento ai quali era abituata. Farà di tutto per diventare popolare, ma purtroppo non riesce a parlare con nessuno tranne che con una sola amica delle medie, con cui interagisce di rado.

## Personaggi

### Principali

La protagonista Tomoko nell'anime

Tomoko Kuroki (黒木 智子?, Kuroki Tomoko)
Doppiata da: Izumi Kitta
Appassionata sin dalle medie di giochi online, otome ed affini, Tomoko è via via divenuta sempre più dipendente da quello che prima era solo uno svago, al punto di autodefinirsi una mojo (喪女?), ovvero una persona "impopolare". Ormai quasi del tutto incapace di gestire un qualsiasi rapporto sociale con un membro estraneo alla famiglia, Tomoko continua ad alimentare però la speranza di divenire un giorno una studentessa popolare e corteggiata, ma ben presto è costretta ad accorgersi che la sua vita non ha affatto subito una svolta radicale neanche ora che è al liceo.

### Familiari
Tomoki Kuroki (黒木 智貴?, Kuroki Tomoki)
Doppiato da: Yūichi Nakamura
Fratello minore di Tomoko. Nonostante tratti con indifferenza la sorella, considerandola spesso una svitata ed una né-né, Tomoki - come gli viene spesso ricordato dalla madre - ha sempre nutrito una grande ammirazione per Tomoko; sin da piccoli condividevano ogni esperienza e gioco.
Madre di Tomoko (智子の母親?, Tomoko no hahaoya)
Doppiata da: Risa Hayamizu
La madre di Tomoko e Tomoki, spesso preoccupata per il benessere della figlia.
Padre di Tomoko (智子の父親?, Tomoko no chichioya)
Doppiato da: Ryō Iwasaki
Il padre di Tomoko e Tomoki, è un salaryman. Vive con i suoi familiari a Inage-ku a Chiba nella prefettura omonima. È di buon cuore verso la sua famiglia.
Kiko Satozaki (里崎 希心?, Satozaki Kiko)/Kī (きーちゃん?, Kī-chan)
Doppiata da: Rie Kugimiya
La cugina di Tomoko e di Tomoki. Ha da poco cominciato a frequentare la scuola media. Mostra rispetto per sua cugina tanto da chiamarla “sorellona”. È a Kii che Tomoko aveva raccontato molte menzogne riguardo alla sua relazione amorosa con un ragazzo ma, appena la ragazzina scopre la verità, cercherà di farsi perdonare. Alla fine la cuginetta promette che si impegnerà a dimostrarsi più gentile con sua cugina.
Madre di Kī (きーちゃんの母親?, Kī-chan no hahaoya)
Doppiata da: Aki Kaneda
La madre di Kiko. Vive assieme alla figlia nella prefettura di Ibaraki.

### Compagni di classe

#### Scuola media
Yū Naruse (成瀬 優?, Naruse Yū)
Doppiata da: Kana Hanazawa
Amica di Tomoko sin dalla scuola media, frequenta un liceo diverso da quello della protagonista. Il suo aspetto fisico è radicalmente cambiato poiché dai capelli castani è passata a quelli biondi e invece di portare gli occhiali ha iniziato ad applicarsi le lenti a contatto. Durante le vacanze estive ha lavorato nel maid café di suo zio. È invidiata da Tomoko per le fattezze del suo corpo.
Kotomi Komiyama (小宮山 琴美?, Komiyama Kotomi)
Doppiata da: Kaori Mizuhashi
Compagna di classe di Tomoko e Yū al secondo anno di scuola media, che appare per la prima volta nel manga spin-off e in seguito si scopre che frequenta la scuola superiore di Tomoko. Lei e Tomoko non si piacciono affatto, fingendo di andare d'accordo solo quando Yū è nei paraggi. Ha una cotta esagerata per Tomoki ed è ossessionata dalla squadra di baseball dei Chiba Lotte Marines. È una compagna di classe di Tomoko al terzo anno di liceo.
Kawamoto (川本?, Kawamoto)
Compagna di classe di Tomoko, Yū e Kotomi al secondo anno di scuola media.

#### Primo anno
Hina Nemoto (根元 陽菜?, Nemoto Hina)
Doppiata da: Yūko Kurose
Compagna di classe di Tomoko dal primo al terzo anno e amica che segretamente vuole diventare una doppiatrice. Inizialmente considerata parte della folla popolare, diventa più aperta con la sua vera natura otaku dopo che Tomoko viene a sapere del suo sogno. Tomoko scopre che in realtà è innocente per quanto riguarda le questioni sessuali, nonostante abbia preso in giro Akane per questo. Hina e Yuri hanno una rivalità amichevole, ognuna in competizione per superare l'altra nell'avvicinarsi a Tomoko. Aspira ad iscriversi all'università di Morinaga (森永大学?, Morinaga daigaku).
Akane Okada (岡田 茜?, Okada Akane)
Doppiata da: Ayaka Asai
La migliore amica di Hina che ha un taglio di capelli distinto. Compagna di classe di Tomoko dal primo al terzo anno. Inizialmente aveva delle riserve sulle aspirazioni di Hina a diventare una doppiatrice, ma le accetta rapidamente, grazie all'aiuto indiretto di Tomoko.
Ōmatsu (大松?, Ōmatsu)
Doppiata da: Kanami Satō
Amica di Hina e Akane. Compagna di classe di Tomoko al primo anno.
Oka (岡?, Oka)
Compagna di classe di Tomoko al primo e al terzo anno.
Yoshinori Kiyota (清田 良典?, Kiyota Yoshinori)
Doppiato da: Kengo Takanashi
Compagno di classe di Tomoko dal primo al terzo anno di liceo. Ha i capelli a punta e porta gli occhiali. Di solito viene visto chiacchierare con Akane e Hina, è anche educato nei confronti di Tomoko, mostrando un genuino interesse nel fare amicizia con lei.
Suzuki (鈴木?, Suzuki)
Doppiato da: Shūhei Iwase
L'amico di Kiyota. Compagno di classe di Tomoko al primo e al terzo anno.
Wada (和田?, Wada)
Amico di Kiyota e Suzuki. Compagno di classe di Tomoko al primo e al terzo anno.

#### Secondo anno
Yuri Tamura (田村 ゆり?, Tamura Yuri)
Compagna di classe e amica di Tomoko dal secondo al terzo anno che si vede spesso in compagnia di Yoshida e Mako. Spesso silenziosa e cupa, si arrabbia ogni volta che Tomoko va d'accordo con altre persone. Tomoko crede che sia una pervertita sotto copertura, basandosi su come Yuri fosse interessata a leggere un manga ecchi su un sito web che le è stata presentato da Tomoko. Ha anche dimostrato di essere molto forte.
Mako Tanaka (田中 真子?, Tanaka Mako)
Compagna di classe e amica di Tomoko dal secondo al terzo anno che è anche la migliore amica di Yuri. È generalmente di buon cuore, anche se un malinteso fa credere a Tomoko che sia lesbica. Aspira a iscriversi all'università di Chiba-Nishi (千葉西大学?, Chiba-nishi daigaku).
Masaki Yoshida (吉田 茉咲?, Yoshida Masaki)
Compagna di classe e amica di Tomoko dal secondo al terzo anno che ha un aspetto spaventoso e viene spesso definita una delinquente da Tomoko. Agisce spesso in modo violento nei confronti di Tomoko quando si spinge troppo oltre, ma le piacciono anche le cose carine.
Emiri Uchi (内 笑美莉?, Uchi Emiri)
Compagna di classe di Tomoko al secondo anno, soprannominata Ucchi (うっちー?, Utchī) dalle sue amiche, che diventa sempre più consapevole del comportamento di Tomoko e alla fine sviluppa un'ossessione per lei. È spesso nota per avere un'espressione come un'emoji e per apparire dal nulla.
Asuka Katō (加藤 明日香?, Katō Asuka)
Compagna di classe e amica di Tomoko dal secondo al terzo anno. È una gyaru alla moda che è gentile con Tomoko e la ammira come una figura materna. Aspira a iscriversi all'università di Aoyama Gakuen.
Kaho Kusunoki (楠 夏帆?, Kusunoki Kaho)
L'amica di Asuka che ha i capelli scuri e le lentiggini. Compagna di classe di Tomoko al secondo anno.
Koharu Minami (南 小陽?, Minami Koharu)
Compagna di classe di Tomoko dal secondo al terzo anno. Una ragazza con dei denti simili a delle zanne che è amica di Mako e parla spesso male di Tomoko.
Mima (美馬?, Mima)
Una delle amiche di Koharu, soprannominata Sachi (サチ?, Sachi) dalle sue amiche, compagna di classe di Tomoko al secondo anno.
Kayo (かよ?, Kayo)
Una delle amiche di Emiri che ha i capelli neri. Compagna di classe di Tomoko al secondo anno.
Miyazaki (宮崎?, Miyazaki)
Una delle amiche di Emiri che ha la frangia frontale e i capelli lunghi raccolti in una coda di cavallo. Compagna di classe di Tomoko al secondo anno.
Nagi (凪?, Nagi)
Una delle amiche di Emiri che porta gli occhiali. Compagna di classe di Tomoko al secondo anno.
Kaede (楓?, Kaede)
Una delle amiche di Emiri che ha le trecce lunghe. Compagna di classe di Tomoko al secondo anno.
Natsu (なつ?, Natsu)
Una delle amiche di Emiri che ha i capelli corti. Compagna di classe di Tomoko al secondo anno. Ha un fidanzato di nome Kazuki.
Mike (三家?, Mike)
Compagna di classe di Tomoko dal secondo al terzo anno. Non è brava a cucinare.
Tsugu (つぐ?, Tsugu)
Una delle amiche di Mike. Presidente di classe di Tomoko al secondo anno.
Kakinuma (柿沼?, Kakinuma)
Compagno di classe di Tomoko al secondo anno. È un membro del trio otaku.

#### Terzo anno
Hatsushiba (初芝?, Hatsushiba)
Doppiato da: Tomokazu Sugita
Compagno di classe di Tomoko al terzo anno che fa parte della società di ricerca manga. Lui e Tomoko si sono incontrati quando è stato chiesto loro di disegnarsi l'un l'altro per un compito artistico durante il loro primo anno. Si scopre che spesso ha difficoltà a disegnare volti di personaggi femminili, spesso assegnando loro un volto "emoji". Tuttavia, con il progredire della serie, migliora al punto da disegnare la copertina del dōjinshi del suo club durante il Comiket estivo.
Hikari Itō (伊藤 光?, Itō Hikari)
La migliore amica di Kotomi, spesso sconcertata dai suoi momenti più inquietanti. È brava a osservare le altre persone. Compagna di classe di Tomoko al terzo anno.
Shiki Futaki (二木 四季?, Futaki Shiki)
Soprannominata "Emoji Mk.II" da Tomoko, è compagna di classe e amica di Tomoko durante il loro terzo anno. Shiki sogna di essere una videogiocatrice professionista e una streamer.
Kai (快?, Kai)
Il fidanzato di Mike. Compagno di classe di Tomoko al terzo anno. Mike lo chiama Kakkun (かっくん?, Kakkun).

#### Altre classi
Anna (杏奈?, Anna)
Una delle amiche di Masaki nella sua cricca dei "delinquenti". Fa presto amicizia con Tomoko durante il terzo anno dopo uno sfortunato incidente che coinvolge Masaki e un presunto cane chiamato "Maro". Si mostra sempre dura e distaccata nei confronti del prossimo.
Rena (麗奈?, Rena)
Una delle amiche di Masaki. I suoi occhi sembrano essere perennemente oscurati dall'ombra.
Fūka Sasaki (佐々木 風夏?, Sasaki Fūka)
Una delle amiche di Asuka che va in un'altra classe. Ha una strana curiosità per le interazioni tra Asuka e Tomoko, al limite dell'ossessione. Tomoko la soprannomina "Squallida fanciulla" e "Gorilla" per via delle sue domande piuttosto invadenti. Fūka spesso tenta di sfidare Tomoko mostrando la sua superficiale conoscenza del sesso, che si ritorce contro a causa della sua inesperienza. Di conseguenza, è oggetto di molte voci circolate nella scuola e viene etichettata come "idiota" da Miho.
Miho Narita (成田 美保?, Narita Miho)
Amica di Asuka e Fūka. È una ragazza allegra e giocosa a cui piace prendere in giro Fūka e Tomoko.
Nori (ノリ?, Nori)
Una delle amiche di Koharu.
Maki (マキ?, Maki)
Una delle amiche di Koharu.

### Senpai di Tomoko
Megumi Imae (今江 恵美?, Imae Megumi)
Doppiata da: Ai Nonaka
L'ex presidente del consiglio studentesco della scuola di Tomoko, è una ragazza di buon cuore che ha mostrato molto affetto nei confronti di Tomoko. Ora è una matricola all'università di Aoyama Gakuen. È la proprietaria del cane "Maro" (マロ?, Maro).

### Kōhai di Tomodo
Akari Iguchi (井口 朱里?, Iguchi Akari)
Una ragazza della scuola di Tomoko che è innamorata di Tomoki, ma la sua reputazione viene costantemente sminuita da Tomoko.
Sayaka (紗弥加?, Sayaka)
La migliore amica di Akari i cui tentativi di far finire in coppia Akari con Tomoki si rivelano più dannosi che utili. Le piace Nakamura, suo compagno di classe e membro della squadra di calcio.
Nakamura (中村?, Nakamura)
Doppiato da: Shūta Morishima
Amico di Tomoki.
Aomatsu (青松?, Aomatsu)
Doppiato da: Jun'ichi Suwabe
Amico di Tomoki. Personaggio originale dell'anime, creato appositamente per l'OAV.
Shizuku Hirasawa (平沢 雫?, Hirasawa Shizuku)
Una studentessa del primo anno del terzo anno che ammira Tomoko per averla aiutata a superare gli esami di ammissione. Ha problemi a farsi amiche perché le sue compagne di classe invidiano la sua popolarità tra i ragazzi.

### Insegnanti
L'insegnante di Tomoko (智子の担任教師?, Tomoko no tan'nin kyōshi)
L'insegnante del primo anno di Tomoko. È un insegnante di inglese.
Ogino (荻野?)
Doppiata da: Sanae Nakata
L'eccentrica insegnante di Tomoko che spesso la incoraggia a fare amicizia, con sua grande mortificazione.
Fukuura (福浦?, Fukuura)
Doppiato da: Hironori Saitō
Insegnante di matematica (数学教師?, Sūgaku kyōshi)
Doppiata da: Yoshihisa Kawahara
È l'insegnante di giapponese nell'anime che, in un episodio, striglia Tomoko per il non aver con sé il libro di testo, rimproverandone dunque in presenza di tutta la classe la sua negligenza.
Kawagoe (川越?, Kawagoe)
Insegnante di storia giapponese di Tomoko al terzo anno.
Dirigente scolastico (校長先生?, Kōchō sensei)
È il preside del liceo di Tomoko.

### Altri
Jun Ishimine (伊志嶺 潤?, Ishimine Jun)
Doppiato da: Kohsuke Toriumi
Un doppiatore. Tomoko è una sua fan.
Kosaka (小坂?, Kosaka)
Doppiato da: Jun Fukushima
È il ragazzo che, assieme a suo amico, aveva incontrato Tomoko mentre entrambi scappavano dalla pioggia in un parco giochi. Ha comprato l'ombrello alla ragazza intanto che quest'ultima stava dormendo.
Hitomi (仁美?, Hitomi)
Il doppiatore preferito di Hina, compagno di classe della scuola.

## Media

### Manga
La serie, scritta e illustrata da Nico Tanigawa, iniziò la serializzazione sul servizio Gangan Comics Online di Square Enix dal 4 agosto 2011. Il primo volume fu pubblicato il 21 gennaio 2012, con 27 volumi usciti entro l'11 luglio 2025 e un'antologia pubblicata il 22 giugno 2013. Il secondo volume, pubblicato il 22 maggio 2012, si è classificato alla decima posizione nella classifica Oricon dei manga più venduti in Giappone nella settimana dal 21 al 27 maggio 2012. A luglio 2013, la serie ha venduto oltre 1,5 milioni di copie. Yen Press ha pubblicato il manga in Nord America e nel Regno Unito il 29 ottobre 2013.
Una serie manga spin-off in formato yonkoma, dal titolo Watashi no tomodachi ga motenai no wa dō kangaetemo omaera ga warui. (私の友達がモテないのはどう考えてもお前らが悪い。? lett. No Matter How I Look at It, It's You Guys' Fault My Friend's Not Popular.) (conosciuto anche con l'abbreviazione TomoMote (トモモテ?)), è stata serializzata sulla rivista Gangan Joker di Square Enix dal 22 gennaio 2013 al 22 luglio 2015.

#### Volumi
| Nº | Data di prima pubblicazione | Data di prima pubblicazione                                                              | Data di prima pubblicazione |
| Nº | Giapponese                  | Giapponese                                                                               |                             |
| -- | --------------------------- | ---------------------------------------------------------------------------------------- | --------------------------- |
| 1  | 21 gennaio 2012             | ISBN 978-4-757-53480-3                                                                   |                             |
| 2  | 22 maggio 2012              | ISBN 978-4-757-53597-8                                                                   |                             |
| 3  | 22 dicembre 2012            | ISBN 978-4-757-53818-4                                                                   |                             |
| 4  | 22 giugno 2013              | ISBN 978-4-757-53980-8                                                                   |                             |
| 5  | 21 settembre 2013           | ISBN 978-4-757-54064-4                                                                   |                             |
| 6  | 22 marzo 2014               | ISBN 978-4-757-54025-5 (ed. regolare) ISBN 978-4-757-54024-8 (ed. limitata)              |                             |
| 7  | 22 ottobre 2014             | ISBN 978-4-757-54121-4 (ed. regolare) ISBN 978-4-757-54122-1 (ed. limitata con DVD)      |                             |
| 8  | 22 agosto 2015              | ISBN 978-4-757-54713-1                                                                   |                             |
| 9  | 22 marzo 2016               | ISBN 978-4-757-54911-1                                                                   |                             |
| 10 | 22 ottobre 2016             | ISBN 978-4-757-55125-1                                                                   |                             |
| 11 | 22 marzo 2017               | ISBN 978-4-757-55277-7                                                                   |                             |
| 12 | 22 febbraio 2018            | ISBN 978-4-757-55624-9                                                                   |                             |
| 13 | 21 luglio 2018              | ISBN 978-4-757-55777-2                                                                   |                             |
| 14 | 22 gennaio 2019             | ISBN 978-4-7575-5976-9                                                                   |                             |
| 15 | 11 maggio 2019              | ISBN 978-4-7575-5976-9                                                                   |                             |
| 16 | 12 novembre 2019            | ISBN 978-4-7575-6378-0                                                                   |                             |
| 17 | 12 marzo 2020               | ISBN 978-4-7575-6553-1                                                                   |                             |
| 18 | 10 luglio 2020              | ISBN 978-4-7575-6665-1 (ed. regolare) ISBN 978-4-7575-6666-8 (ed. limitata con libretto) |                             |
| 19 | 12 febbraio 2021            | ISBN 978-4-7575-7091-7                                                                   |                             |
| 20 | 10 settembre 2021           | ISBN 978-4-7575-7232-4 (ed. regolare) ISBN 978-4-7575-7280-5 (ed. limitata con libretto) |                             |
| 21 | 11 marzo 2022               | ISBN 978-4-7575-7810-4                                                                   |                             |
| 22 | 12 ottobre 2022             | ISBN 978-4-7575-8200-2                                                                   |                             |
| 23 | 11 maggio 2023              | ISBN 978-4-7575-8572-0                                                                   |                             |
| 24 | 10 novembre 2023            | ISBN 978-4-7575-8900-1                                                                   |                             |
| 25 | 11 luglio 2024              | ISBN 978-4-7575-9301-5                                                                   |                             |
| 26 | 12 febbraio 2025            | ISBN 978-4-7575-9673-3                                                                   |                             |
| 27 | 11 luglio 2025              | ISBN 978-4-7575-9954-3                                                                   |                             |

### Anime
Un adattamento animato del manga è stato prodotto dalla Silver Link e ha iniziato la sua messa in onda in Giappone dall'8 luglio 2013 su TV Tokyo nella fascia oraria seguente a quella di Kami nomi zo shiru sekai -Megami Hen- ed è stata anche diffusa in streaming in simulcast da Crunchyroll. La trasmissione si è fermata a quota dodici episodi il 23 settembre 2013. La serie è diretta da Shin Oonuma e scritta da Takao Yoshioka, con il character design curato da Hideki Furukawa. Un episodio OAV è stato pubblicato insieme al settimo volume del manga il 22 ottobre 2014. La sigla d'apertura è Watashi ga motenai no wa dō kangaetemo omaera ga warui! (私がモテないのはどう考えてもお前らが悪い!? lett. "Dite quel che volete, ma è colpa vostra se non sono popolare") cantata da Konomi Suzuki e Kiba of Akiba. Come sigle di chiusura sono stati impiegati quattro differenti brani musicali, questi in ordine sono: Dō kangaetemo watashi wa warukunai (どう考えても私は悪くない? "Non importa come la vedo, non è colpa mia") di Izumi Kitta (ep. 1, 3-4, 7-12 e OAV), Musō renka (夢想恋歌? lett. "Canzone d'amore da sogno") (ep. 2) e Yoru no tobari yo sayōnara (夜のとばりよ さようなら? lett. "Addio, velo delle tenebre") (ep. 5), entrambe di Velvet.kodhy, Natsu matsuri (夏祭り? lett. "Festival estivo") di Utsu-P & Minatsukitoka, con l'accompagnamento vocale di Hatsune Miku (la quale è una cover dell'omonimo brano dei Jitterin' Jinn degli anni '90) (ep. 6) e infine Sokora no chaku-gurumi no fūsen to watashi (そこらの着ぐるみの風船と私? lett. "Io e il palloncino che ho ricevuto dalla persona in costume") di Velvet.Kodhy, Velvet.Kodhy, µ and µ (Velvet.kodhyとVelvet.kodhyとμとμ).
la Sentai Filmworks ne ha acquisito i diritti per la distribuzione, doppiata in inglese, per il Nord America. In Italia la serie è tuttora inedita.

#### Episodi
| Nº  | Titolo italiano (traduzione letterale) Giapponese 「Kanji」 - Rōmaji | In onda           | In onda |
| Nº  | Titolo italiano (traduzione letterale) Giapponese 「Kanji」 - Rōmaji | Giapponese        |         |
| 1   | Dato che non sono popolare, cercherò di cambiare il mio aspetto 「モテないし、ちょっとイメチェンするわ」 - Motenai shi, chotto imechen suru wa | 8 luglio 2013     |         |
| 1   | Tomoko Kuroki crede che sarebbe diventata popolare entrando al liceo, dopo aver trascorso innumerevoli ore a giocare agli otome. Tuttavia, sono passati due mesi da quando ha iniziato il liceo e non si è fatta nemmeno un'amica, tantomeno un fidanzato. Dopo essersi guardata bene allo specchio, si rende conto di non essere la ragazza popolare che pensava di essere. Con il desiderio di cambiare, Tomoko va da suo fratello, Tomoki, per cercare di imparare come avere una conversazione con un ragazzo, ma lui non apprezza minimamente. Il giorno dopo, Tomoko prova a fare alcune attività da "liceale" come leggere in una libreria e mangiare in un fast food, anche se fa poco per aumentare la sua stima. |                   |         |
| 2   | Dato che non sono popolare, uscirò con una vecchia amica 「モテないし、昔の友達に会う」 - Motenai shi, mukashi no tomodachi ni au | 15 luglio 2013    |         |
| 2   | Tomoko riceve una chiamata dalla sua vecchia amica delle medie, Yū Naruse, che le chiede di incontrarla, anche se diventa nervosa all'idea di rivederla per via della sua vita fin troppo tranquilla al liceo. Mentre cerca di migliorarsi prima dell'arrivo della amica, finisce per trascorrere un po' di tempo con un altro ragazzo nell'aula di arte che nonostante alcuni fastidi riesce involontariamente a farla commuovere vedendo il ritratto che le ha fatto. Giunge il giorno dell'incontro e Tomoko rimane sorpresa di scoprire che l'aspetto di Yū è cambiato molto dall'ultima volta che l'ha vista, ma si sente sollevata dal fatto che sia ancora identica dentro. Dopo aver trascorso la giornata giocando nelle sale giochi, Tomoko si sente incoraggiata da Yū a continuare a fare del suo meglio, ma diventa nuovamente depressa quando scopre che la sua amica ha un fidanzato.         |                   |         |
| 3   | Dato che non sono popolare, c’è brutto tempo 「モテないし、悪天候」 - Motenai shi, akutenkō | 22 luglio 2013    |         |
| 3   | In un giorno di pioggia, Tomoko riceve un'udienza dal suo insegnante e da un passante e il suo ombrello si rompe, costringendola a mettersi al riparo. Mentre anche altri due ragazzi si rifugiano, lei tenta goffamente di fare conversazione con loro. Il giorno successivo Tomoki è costretta ad andare a casa prima del previsto in quanto è stata colpita da un pallone da basket e così decide di stuzzicare Tomoki, il quale ha preso il raffreddore a causa della sorella, e questa diventa depressa quando le sue compagne di classe vengono a consegnarli i compiti. |                   |         |
| 4   | Dato che non sono popolare, farò un bel sogno 「モテないし、ちょっといい夢見るわ」 - Motenai shi, chotto ii yume miru wa | 29 luglio 2013    |         |
| 4   | Tomoko cerca di seguire una guida per fare un sogno erotico, ma finisce per avere solo incubi. L'indomani, rimane bloccata su un treno, dove teme di essere molestata solo per scoprire di essere appena rimasta impigliata nell'attrezzatura naginata di un'altra ragazza. Successivamente, Tomoko chiede a Yū di aiutarla a comprare della biancheria intima, anche se in seguito finisce per imbarazzarsi scambiando le mutandine appena acquistate per un fazzoletto. Si sente presto meglio dopo aver vinto un massaggiatore da un biglietto della lotteria che proveniva da un gioco BL. |                   |         |
| 5   | Dato che non sono popolare, proverò a migliorare 「モテないし、スキルアップしてみる」 - Motenai shi, Sukiru Appu shitemiru | 5 agosto 2013     |         |
| 5   | Tomoko tenta di diventare popolare interpretando un personaggio simpatico e silenzioso, ma questo non funziona come avrebbe sperato. Più tardi, cerca di farsi scattare degli adesivi fotografici, anche se non è molto soddisfatta dei risultati. Il giorno dopo, Tomoko contempla l'idea di intraprendere un lavoro come ragazza di cabaret e decide di esercitarsi ad accendere sigarette e mescolare bevande. Tuttavia, diventa meno ansiosa quando si reca nel quartiere a luci rosse la notte seguente. |                   |         |
| 6   | Dato che non sono popolare, andrò a vedere i fuochi d’artificio 「モテないし、花火に行く」 - Motenai shi, hanabi ni iku | 12 agosto 2013    |         |
| 6   | Dopo aver notato che sembra un po' più carina dopo una notte passata a giocare agli otome, Tomoko crede di poter diventare ancora più bella giocando costantemente a giochi sul sesso, anche se a sua insaputa, sta solo diventando più unta in quanto ha smesso di lavarsi. Più tardi, dopo essersi bagnata con della soda, crede di essere osservata dagli altri ragazzi, quando in realtà questi stanno solamente notando che delle formiche stanno camminano sul suo corpo. Il giorno dopo, Tomoko cerca di trovare alcune persone con cui andare a vedere i fuochi d'artificio, senza successo. Quando Tomoko decide di andare da sola su un tetto abbandonato per guardare lo spettacolo pirotecnico, viene raggiunta da un paio di scolari e finisce per guardare un tipo molto diverso di "fuochi d'artificio" con loro.                                                                             |                   |         |
| 7   | Dato che non sono popolare, mi godrò le vacanze 「モテないし、夏休みを満喫する」 - Motenai shi, natsuyasumi o makitsu suru | 19 agosto 2013    |         |
| 7   | Dopo aver trascorso diversi giorni non facendo altro che giocare, leggere manga e navigare in Internet, Tomoko si rende conto che sta sprecando le sue vacanze estive. Per alleviare a ciò, Tomoko acquista una webcam nella speranza di diventare una personalità di Internet, solo per tirarsi indietro sentendosi sotto pressione. Più tardi, scopre di avere un biglietto che le consente di incontrare un doppiatore di un gioco otome e di chiedergli di recitare una battuta. Dopo aver passato tutta la notte a cercare cosa fargli dire, finisce per crollare per la pressione quando finalmente lo incontra e finisce per fare una strana richiesta confusa. Tenta di remixarlo con la propria voce per formare un dialogo dubbioso, che sua madre finisce per ascoltare. |                   |         |
| 8   | Dato che non sono popolare, mi darò delle arie 「モテないし、見栄をはる」 - Motenai shi, miewohar | 26 agosto 2013    |         |
| 8   | Tomoko diventa ansiosa quando scopre che sua cugina, Kī, sta arrivando, e ha bisogno di atteggiarsi in maniera tale da farle credere le storielle che aveva raccontato in precedenza. Tenta così di coprire il suo corpo di succhiotti con l'aspirapolvere, ma viene sgridata da sua madre. Mentre porta Kī in biblioteca, Tomoko incontra Kosaka, uno dei ragazzi che ha incontrato mentre si riparava dalla pioggia l'altro giorno, che Kī presume essere il fidanzato di Tomoko. Il giorno dopo, lo vedono con un'altra ragazza, spingendo Kī ad affrontarlo, portando alla luce il bluff di Tomoko. Con l'impressione che Kī abbia una pessima opinione nei suoi confronti, Tomoko tenta di recuperare la sua fede mostrando la sua abilità in un gioco di carte per bambini. Dopo aver notato che Tomoko non è altro che un'imbrogliona, Kī inizia a provare un sentimento di pietà nei suoi confronti. |                   |         |
| 9   | Dato che non sono popolare, l’estate sta finendo 「モテないし、夏が終わる」 - Motenai shi, natsu ga owaru | 2 settembre 2013  |         |
| 9   | Dopo che Tomoko ha visitato un bar alla moda dove Yū sta dando una mano, decide di intraprendere un lavoro facendo torte nella speranza di diventare alla moda, solo per rivelarsi un lavoro di fabbrica non così affascinante. Più tardi, la madre di Tomoko la costringe a fare un po' di pulizie in casa, e qui la figlia trova un saggio scritto anni fa da Tomoki su come era solito ammirare sua sorella maggiore. Successivamente, sconsolata, Tomoko va a vedere una pioggia di meteoriti, seguita poi da un gatto randagio. |                   |         |
| 10  | Dato che non sono popolare, inizia il secondo quadrimestre 「モテないし、二学期が始まる」 - Motenai shi, ni-gakki ga hajimaru | 9 settembre 2013  |         |
| 10  | Inizia il secondo trimestre scolastico e Tomoko è ancora impopolare come sempre, e la situazione peggiora quando viene trasferita al centro della classe. Riesce a trovare un posto segreto tra un mucchio di scrivanie inutilizzate dove può mangiare e giocare in privato durante le pause pranzo, ma dopo un po' di tempo gli oggetti vengono rimossi e il nascondiglio di conseguenza non esiste più. Mentre la scuola si prepara per un festival culturale, Tomoko contempla l'idea di fondare il suo club, ma alla fine le viene negato perché troppo vago. |                   |         |
| 11  | Dato che non sono popolare, parteciperò alla festa della cultura 「モテないし、文化祭に参加する)」 - Motenai shi, bunkasai ni sankasuru | 16 settembre 2013 |         |
| 11  | Mentre cerca di farsi coinvolgere con la sua classe per i preparativi del festival culturale, Tomoko si taglia una mano ma viene aiutata dalla gentile presidente del comitato del festival, Megumi Imae. Durante l'evento, Tomoko ha pochi motivi per divertirsi, ma riceve comunque delle frasi d'incoraggiamento da Megumi. Il giorno dopo, Yū fa visita a Tomoko, la quale spera di ricevere un abbraccio intimo ma finisce per trascorrere piacevolmente del tempo con lei in un altro modo. Notando che Tomoko si sente abbattuta dopo che Yū se ne è andata, Megumi prende in prestito un costume da mascotte per dare a Tomoko un abbraccio confortante. |                   |         |
| 12  | Dato che non sono popolare, penserò al mio futuro 「モテないし、将来を考える」 - Motenai shi, shōrai o kangaeru | 23 settembre 2013 |         |
| 12  | Mentre Tomoko riflette sul suo passato e pensa al suo futuro, vede Megumi come il tipo di studentessa che dovrebbe mirare a diventare. Quando uno scarafaggio si aggira per la classe, Tomoko lo uccide sperando di essere elogiata come un'eroina, ma finisce per lasciare un'impressione meno che desiderabile sui suoi compagni di classe. Più tardi in quello stesso giorno, Tomoko cerca di iniziare una conversazione con Megumi, ma scappa via dopo che un vento burrascoso rovina l'atmosfera, non rimanendo a sentire le parole di elogio di Megumi su di lei. L'episodio si conclude con Tomoko che legge la definizione di mojo (ovvero ragazza impopolare) del primo episodio e ride, dicendo che nulla di tutto ciò ha importanza, poiché apparentemente ha imparato a essere felice alle sue condizioni piuttosto che a quelle della società.                                                  |                   |         |
| OAV | Dato che non sono popolare, diventerò un enigma 「モテないし、謎めいてみる」 - Motenai shi, nazomeitemiru | 22 ottobre 2014   |         |
| OAV | Tomoko discute con Yū e Kī su come rendere la seconda stagione di WataMote un successo, solo per essere informata che è altamente improbabile che verrà mai realizzata. Durante la scuola media, un ragazzo di nome Aomatsu incontra una misteriosa ragazza sul tetto della scuola. Tuttavia, si scopre che questa è semplicemente Tomoko che sta giocando. |                   |         |

## Accoglienza
WataMote è stato oggetto di molte discussioni e dibattiti da parte del pubblico d'appassionati e della critica specializzata, in particolare per il suo trattamento dell'ansia sociale e della protagonista Tomoko. Molti hanno discusso se la serie fosse da intendersi come una commedia senza pretese critiche oppure un'esamina ponderata della nevrosi, con molte opinioni diverse sul fatto che l'argomento fosse divertente o meno. Tuttavia, l'adattamento anime è stato molto apprezzato dalla maggior parte dei siti web dedicati, in particolare per Tomoko e per l'interpretazione della sua doppiatrice Izumi Kitta. Tra gli aspetti più apprezzati della serie, la sigla d'apertura ha ricevuto elogi unanimi per il suo brano musicale, le immagini e la rappresentazione della solitudine, della frustrazione e dell'intensa ansia sociale di Tomoko.
Il recensore e critico di anime Richard Eisenbeis di Kotaku ne diede una feroce stroncatura, descrivendola come l'anime "più meschino" che avesse mai visto tanto come critico quanto come semplice appassionato d'animazione . Nella fattispecie, Eisenbeis trovò fuori luogo e di cattivo gusto l'umorismo incentrato sull'ansia sociale della protagonista, ritenendola una vera e propria ridicolizzazione delle fobie sociali ed una mancanza di rispetto per chi ne soffriva.
Di tutt'altro parere si è rivelata la recensione di Anime News Network, che confrontò positivamente la serie con altri titoli ben noti che trattano argomenti di disadattati sociali, come Welcome to the NHK e Genshiken, sottolineandovi come il personaggio di Tomoko riesca ad accattivarsi, con le sue tragicomiche traversie sociali, il pubblico senza indurvi automaticamente il moe, ovverosia l'attrazione o l'amore per i personaggi di manga, anime o videogiochi, proprio grazie alla sua caratterizzazione atipica rispetto al sedimentato stereotipo della disadattata sociale dolce e carina. Parecchio lodata è stata anche il trattamento diretto e  perspicace del disadattamento sociale.